# Sabine Westhoff
Sabine Graf-Westhoff (* 3. Dezember 1969 in Bielefeld als Sabine Westhoff) ist eine ehemalige deutsche Duathletin, Triathletin und Europameisterin (1993).

## Werdegang
Sabine Westhoff war in ihrer Jugend im Schwimmsport aktiv und begann 1991 mit Triathlon. Nur zwei Jahre später wurde sie 1993 Europameisterin auf der Triathlon-Kurzdistanz, Siegerin des Deutschland Cups und Mannschaftsweltmeisterin. Im Folgejahr wurde sie Vizeeuropameisterin und belegte im ITU Triathlon World Cup den dritten Rang in der Jahreswertung. Westhoff ist mit dem Triathleten und ehem. Dt. Meister von 1990 im Kurztriathlon Oliver Graf verheiratet. Ihr Sohn Henry betreibt ebenfalls erfolgreich Triathlon.

## Sportliche Erfolge
| Datum/Jahr    | Rang | Wettbewerb                                          | Austragungsort | Zeit     | Bemerkung                                                                     |
| ------------- | ---- | --------------------------------------------------- | -------------- | -------- | ----------------------------------------------------------------------------- |
| 4. Mai 1997   | 8    | St. Croix Triathlon                                 | Saint Croix    | 02:59:11 |                                                                               |
| 1996          | 5    | ITU Triathlon World Cup                             | Gamagori       | 01:59:30 | hinter der Siegerin Emma Carney                                               |
| 27. Nov. 1994 | 25   | ITU Triathlon Short Distance World Championships    | Wellington     | 02:13:37 | Triathlon-Weltmeisterschaft auf der Kurzdistanz                               |
| 5. Juni 1994  | 3    | ITU Triathlon World Cup                             | Wilkes-Barre   | 02:12:41 |                                                                               |
| 10. Juli 1994 | 1    | ITU Triathlon World Cup                             | Whistler       | 02:01:12 |                                                                               |
| 2. Juli 1994  | 2    | ETU European Triathlon Short Distance Championships | Eichstätt      | 02:05:22 | Vizeeuropameisterin auf der Kurzdistanz – hinter ihrer Landsfrau Sonja Krolik |
| 19. Juni 1994 | 1    | ITU Triathlon World Cup                             | Nendaz         | 02:29:26 |                                                                               |
| 5. Juni 1994  | 2    | ITU Triathlon World Cup                             | Osaka          | 02:05:40 |                                                                               |
| 29. Mai 1994  | 2    | ITU Triathlon World Cup                             | Amakusa        | 02:01:37 |                                                                               |
| 1994          | 2    | DTU Deutsche Meisterschaft Triathlon Kurzdistanz    | Witten         | 02:09:10 | Deutsche Vizemeisterin auf der Kurzdistanz hinter Sonja Krolik                |
| 22. Aug. 1993 | 7    | ITU Triathlon Short Distance World Championships    | Manchester     | 02:10:22 | ITU World Triathlon Championships                                             |
| 4. Juli 1993  | 1    | ETU European Triathlon Short Distance Championships | Echternach     | 02:08:58 | Europameisterin auf der olympischen Distanz                                   |
| 1993          | 2    | DTU Deutsche Meisterschaft Triathlon Kurzdistanz    | Mengen         | 02:15:50 | Deutsche Vizemeisterin auf der Kurzdistanz hinter Sonja Krolik                |
| 1993          | 1    | Alpen-Triathlon                                     | Schliersee     |          | [ 2 ]                                                                         |
| 8. Sep. 1991  | 6    | ETU European Triathlon Short Distance Championships | Genf           | 02:10:21 | Europameisterschaft auf der olympischen Distanz                               |
| 1991          | 5    | DTU Deutsche Meisterschaft Triathlon Kurzdistanz    | Arolsen        |          | Deutsche Meisterschaft auf der Triathlon-Kurzdistanz                          |

| Datum/Jahr    | Rang | Wettbewerb     | Austragungsort | Zeit     | Bemerkung |
| ------------- | ---- | -------------- | -------------- | -------- | --------- |
| 26. Okt. 1996 | 27   | Ironman Hawaii | Hawaii         | 10:23:35 |           |
| 15. Okt. 1994 | 8    | Ironman Hawaii | Hawaii         | 09:56:34 |           |